# 野中北
野中北（のなかきた）は、大阪府大阪市淀川区にある町名。現行行政地名は野中北一丁目および野中北二丁目。

## 地理
淀川区の中央部に位置し、東に三国本町、西に三津屋南、南に野中南、北に新高と接している。

## 世帯数と人口
2019年（令和元年）9月30日現在の世帯数と人口は以下の通りである。
| 丁目         | 世帯数    | 人口    |
| ------------ | --------- | ------- |
| 野中北一丁目 | 1,205世帯 | 2,416人 |
| 野中北二丁目 | 781世帯   | 1,591人 |
| 計           | 1,986世帯 | 4,007人 |

### 人口の変遷
国勢調査による人口の推移。
| 1995年（平成7年）  | 3,065人 | [ 5 ] |  |
| 2000年（平成12年） | 3,041人 | [ 6 ] |  |
| 2005年（平成17年） | 3,797人 | [ 7 ] |  |
| 2010年（平成22年） | 3,714人 | [ 8 ] |  |
| 2015年（平成27年） | 3,769人 | [ 9 ] |  |

### 世帯数の変遷
国勢調査による世帯数の推移。
| 1995年（平成7年）  | 1,428世帯 | [ 5 ] |  |
| 2000年（平成12年） | 1,366世帯 | [ 6 ] |  |
| 2005年（平成17年） | 1,628世帯 | [ 7 ] |  |
| 2010年（平成22年） | 1,634世帯 | [ 8 ] |  |
| 2015年（平成27年） | 1,728世帯 | [ 9 ] |  |

## 学区
市立小・中学校に通う場合、学区は以下の通りとなる。なお、小学校・中学校入学時に学校選択制度を導入しており、通学区域以外に淀川区にある以下の通学区域に隣接する校区にある小学校・中学校から選択することも可能。
| 丁目         | 番   | 小学校             | 中学校             |
| ------------ | ---- | ------------------ | ------------------ |
| 野中北一丁目 | 全域 | 大阪市立野中小学校 | 大阪市立十三中学校 |
| 野中北二丁目 | 全域 | 大阪市立野中小学校 | 大阪市立十三中学校 |

## 事業所
2016年（平成28年）現在の経済センサス調査による事業所数と従業員数は以下の通りである。
| 丁目         | 事業所数  | 従業員数 |
| ------------ | --------- | -------- |
| 野中北一丁目 | 69事業所  | 1,285人  |
| 野中北二丁目 | 47事業所  | 600人    |
| 計           | 116事業所 | 1,885人  |

## 交通
- 国道176号

## 施設
- 大阪市立十三市民病院
- 大阪市立野中小学校
- 淀川野中郵便局
- スーパーマルハチ 野中北店

## その他

### 日本郵便
- 〒532-0034[3]（集配局：淀川郵便局[13]）